# Nowawieś Wielka (gromada)
Nowawieś Wielka (w latach 1970. Nowa Wieś Wielka) – dawna gromada, czyli najmniejsza jednostka podziału terytorialnego Polskiej Rzeczypospolitej Ludowej w latach 1954–1972.
Gromady, z gromadzkimi radami narodowymi (GRN) jako organami władzy najniższego stopnia na wsi, funkcjonowały od reformy reorganizującej administrację wiejską przeprowadzonej jesienią 1954 do momentu ich zniesienia z dniem 1 stycznia 1973, tym samym wypierając organizację gminną w latach 1954–1972.
Gromadę Nowawieś Wielka z siedzibą GRN w Nowejwsi Wielkiej utworzono – jako jedną z 8759 gromad na obszarze Polski – w powiecie bydgoskim w woj. bydgoskim, na mocy uchwały nr 24/3 WRN w Bydgoszczy z dnia 5 października 1954. W skład jednostki weszły obszary dotychczasowych gromad Nowawieś Wielka, Nowawioska, Dobromierz, Łażyn i Leszyce (większa część) ze zniesionej gminy Solec Kujawski w powiecie bydgoskim oraz obszary dotychczasowych gromad Dziemionna, Jakubowo, Januszkowo, Kolankowo i Prądocin a także część obszaru dotychczasowej gromady Tarkowo o obszarze 464,22 ha (miejscowości Tarkowo Dolne i Adamowo) ze zniesionej gminy Złotniki Kujawskie w powiecie inowrocławskim w tymże województwie. Dla gromady ustalono 25 członków gromadzkiej rady narodowej.
1 stycznia 1958 do gromady Nowawieś Wielka włączono wieś Dąbrowy Wielkie i osadę Zamczysko ze znoszonej gromady Broniewo w powiecie inowrocławskim w tymże województwie.
1 stycznia 1959 do gromady gromady Nowawieś Wielka włączono część obszarów lasów państwowych Leszczyce (646,2913 ha) z gromady Rojewice w powiecie inowrocławskim w tymże województwie.
31 grudnia 1961 do gromady Nowawieś Wielka włączono wsie Broza z osadami Chmielniki i Stryszek; Kobylarnia; Olympin z osadą Wałownica; Smolno Nowe z osadą Smolno; Targowisko oraz Panoniewo ze zniesionej gromady Brzoza w tymże powiecie.
W latach 1970. jednostka występuje pod nazwą gromada Nowa Wieś Wielka.
Gromada przetrwała do końca 1972 roku, czyli do kolejnej reformy gminnej. 1 stycznia 1973 w powiecie bydgoskim utworzono gminę Nowa Wieś Wielka.